# Vestignè
Vestignè (piemontesisch Vëssgné) ist eine Gemeinde in der italienischen Metropolitanstadt Turin (TO), Region Piemont.

## Lage und Einwohner
Vestignè liegt in einer hügeligen Gegend im unteren Canavese, 50 km nordöstlich von Turin. Das Gemeindegebiet umfasst eine Fläche von 12 km² und hat 749 Einwohner (Stand 31. Dezember 2023). Die Nachbargemeinden sind Ivrea, Albiano d’Ivrea, Strambino, Caravino, Borgomasino und Vische.

## Geschichte

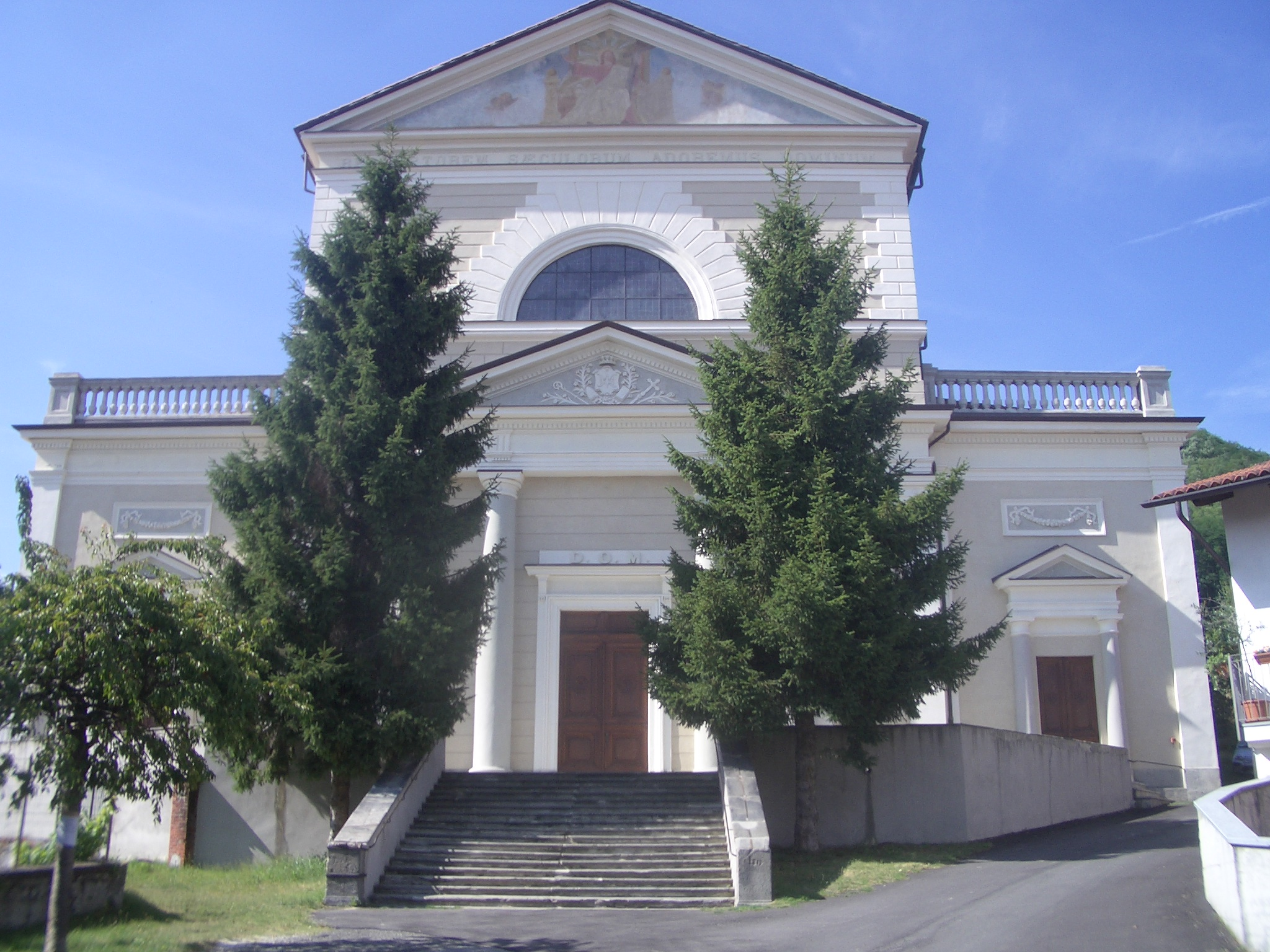
Pfarrkirche

Der Ortsname könnte vom lateinischen prediale Vestinius abgeleitet sein, vielleicht aus dem 3. Jahrhundert, wovon Vestiniacus oder Vetignago, aber bereits bestehende keltische Siedlungen der Salassi sehr wahrscheinlich sind. Das kleine Dorf wurde häufig von den zahlreichen Überschwemmungen des nahe gelegenen Dora Baltea heimgesucht, insbesondere in der Nähe des Weilers Tina, der viel weiter nördlich der Gemeinde an der Straße nach Ivrea liegt und nicht an die Gemeinde grenzt, sondern sehr dezentral hinter dem nahegelegenen Caravino liegt. Vestignè wird auch vom Naviglio d’Ivrea durchzogen, einem künstlichen Kanal aus dem 14. Jahrhundert zur landwirtschaftlichen Bewässerung, für dessen Projekt offenbar auch Leonardo da Vinci selbst während seines Aufenthalts in Mailand Unannehmlichkeiten hatte.
Vestigné erlangte seinen Glanz zurück, als es ab dem 11. Jahrhundert den Besitztümern von Umberto I. Biancamano und dann der Valperga angegliedert wurde. Diese definierten sich als Arduinianer, ehemalige Herren von Caluso, auch Nachkommen der Grafen von Pombia und des Borgomasino-Herrenhauses und der neu gegründeten Masino-Burg.
Vestignè distanzierte sich jedoch von ihnen, als sie im 13. Jahrhundert in den Kampf gegen die San Martino zogen, die mit den Savoyen verbunden waren, dann durch die darauf folgenden Volksaufstände der sogenannten Tuchini, bis zur vollständigen Unterwerfung der Valperga unter die Savoyer Macht im Jahr 1356, wo die Herzöge der Savoyer es bis zum Risorgimento verwalteten.